# Avec les gens du pont
Avec les gens du pont (en grec : Με τους ανθρώπους από τη γέφυρα, en anglais : With the People from the Bridge) est la deuxième partie de la trilogie Poena Damni de l'auteur grec Dimitris Lyacos. Le livre aborde le thème de la perte et du retour des morts dans le contexte de la téléologie chrétienne. Le texte est enfermé dans une forme dramatique rituelle post-théâtrale, faisant appel à diverses sources philosophiques et littéraires, ainsi qu'au folklore grec ancien et moderne. L'intrigue s'articule autour d'un voyage de type protagoniste LG, semblable à Orphée, qui rejoint son défunt compagnon dans la tombe et est ensuite conduit par elle dans un royaume liminal avant le Jour de la Résurrection imminent. Les critiques ont catégorisé cette œuvre dans les traditions moderniste et post-moderniste, tout en conservant de fortes affinités avec une variété de textes du Canon litteraire, entre autres ceux d'Homère, Dante, Kafka, Joyce et Beckett.

## Résumé de l'intrigue
Avec les gens du pont suit la ligne principale du récit de Z213 : Exit, le premier livre de la trilogie Poena Damni. L'œuvre commence par un récit à la première personne du narrateur de Z213 : Exit, qui raconte son arrivée dans une gare abandonnée du nom de Nichtovo  à la recherche d'un lieu où, a-t-il été dit, un spectacle improvisé est présenté par ce qui semble être une bande de marginaux sociaux. Le narrateur se joint aux quelques membres du public présents et enregistre ensuite dans son journal le cadre ainsi que les événements se déroulant "sur scène" au moment où le spectacle est sur le point de commencer. Un groupe de quatre femmes dans le rôle d'un chœur et trois autres protagonistes (LG, NCTV, Narrateur) se préparent devant une voiture délabrée entre des pièces de machine et le bruit d'un générateur. Lorsque les lumières "sur scène" s’éteignent, la performance commence avec le monologue d’ouverture du chœur, suivi à tour de rôle par la séquence de récitations des autres personnages. L'histoire se déroule pendant la chronologie d'une journée calendaire consacrée aux morts, une sorte de "journée des âmes" ou de "Samedi des âmes". L'intrigue a son origine dans l'incident biblique (Marc, 5: 9), selon lequel le démoniaque Gerasene supplie Jésus de l'épargner de ses tourments. Dans la pièce jouée, LG assume et développe le rôle du démoniaque, racontant sa condition passée et décrivant comment il a fini par prendre résidence dans un cimetière. Dans une sorte de narration simultanée, LG raconte comment il a ouvert la tombe de son compagnon décédé (NCTV), invité par des voix qu'il a entendues. Il entre, trouve son corps à l'intérieur et se sent obligé de rester avec elle, et se rend compte finalement qu'elle revient progressivement à la vie. Pendant ce temps, les choristes se préparent en prévision de la visite annuelle de leurs parents décédés. LG et NCTV se joignent à eux après avoir rompu avec une foule de revenants excités à l’occasion de La Toussaint. À la fin de la journée, LG et NCTV partent et font à nouveau partie de la foule qu’ils avaient quittée. Bien qu’ils essaient de se tenir l'un avec l'autre, ils sont finalement absorbés par un ensemble indéfini d’âmes qui avancent et traversent «le pont entre les mondes» alors qu’une résurrection de type chrétien se profile à l’horizon. Le livre se termine par l’épilogue du narrateur (interne) sur scène racontant le processus par lequel une foule réunie dans un cimetière découvre deux corps, déterrant rituellement la femme en enfonçant un pieu dans la poitrine, à la manière des manipulations de vampires dans la tradition slave. La présence d’une coupure de tabloïd, qui ramène le lecteur à une réalité quotidienne, cruelle et horrible, offre une touche narrative finale.

## Genre
Avec les gens du pont est une œuvre qui transcende les genres, en combinant récits de prose et monologues dramatiques écrits sous forme de poésie. Monologues poétiques, des éléments de mise en scène et de rituels ainsi que des incantations chorales, aussi que des descriptions simples sont combinés pour créer un texte polyvalent se rapprochant à la fois de la poésie et du drame. La scène improvisée ainsi que la présence d'acteurs donnent au texte son caractère dramatique, tandis que l'action et le décor filtrés à travers la perspective du spectateur mettent en évidence la dimension du récit. La théâtralité auto-réflexive obtenue grâce à une présentation claire de la répartition des spectateurs, des acteurs et du réalisateur, et traduite par la voix unificatrice d'un narrateur extérieur, conduit à la classification de l'œuvre comme métathéâtre. De plus, en raison d’une constellation d’éléments comprenant une narration brisée, des personnages fragmentés et un cadre illusoire / imaginaire, traduits sous la forme d’une expérience personnelle d’un membre de l’audience, l’œuvre a été classée comme une pièce théâtralement post-moderne. Cependant, en raison de son allégeance et de son objectif de reconstruction du "Grand Récit", il semble se tenir à distance des associations postmodernes.

## Style

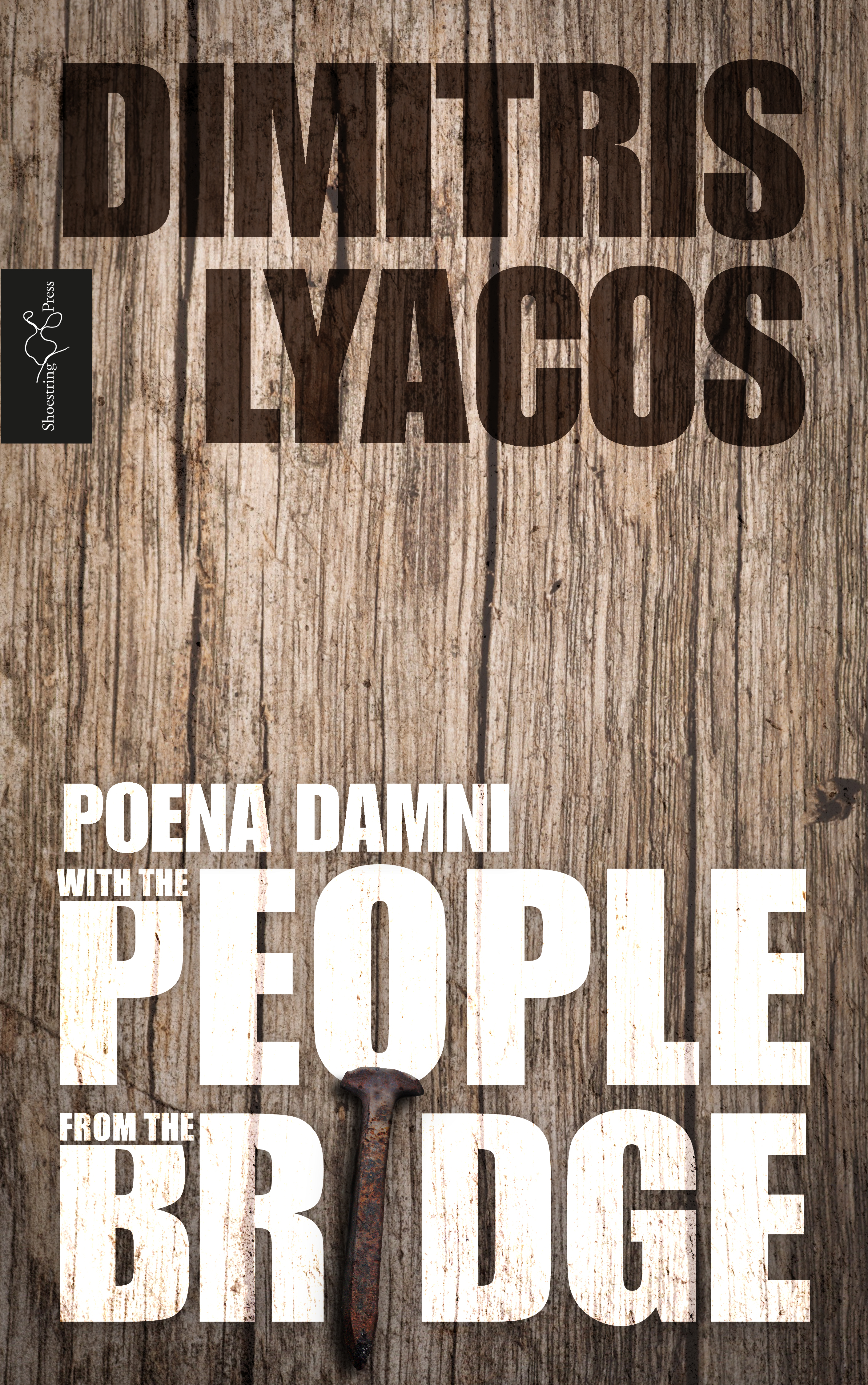
Avec les gens du pont (édition anglaise)

Le livre expose une version de l'éclectisme postmoderne, alternant poésie et prose. En dépit de ses affinités postmodernes, il peut cependant être interprété conformément à la tradition de la haute modernité, mettant de côté l’esprit ludique postmoderne afin de traiter son sujet d'une manière sérieuse et grave. Le texte se développe dans une série de monologues intermittents entrecoupés d'extraits bibliques et des commentaires du narrateur de premier ordre. Les éléments bibliques ainsi que les images vampiriques et dystopiques fonctionnent en tandem, créant un sentiment d'appréhension et de piège. Le langage est clairsemé et fragmentaire, ce qui laisse suffisamment de lacunes pour le lecteur et ne mentionne pas explicitement son "thème vampirique" afin de révéler son scénario de manière progressive et minimaliste. De courtes phrases déclaratives sont utilisées pour exprimer l’immédiateté et la facticité de la description d’un monde sinistre. Des allusions et une richesse de références culturelles sont véhiculées par des monologues clairsemés et apparemment décontractés, qui mènent le texte simultanément dans des directions différentes. Parfois, les monologues semblent être non-grammaticaux et, à d'autres occasions, les personnages semblent revenir sur leurs paroles. Il y a un effet semblable à un flux de conscience, même si le texte se développe de manière linéaire parmi les récits qui se chevauchent des quatre protagonistes. Les ellipses dans le récit, conjuguées à la simplicité du mouvement de la scène et au cadre d’une performance essentiellement statique, évoquent à la fois des rites aussi que des pièces du théâtre rituel.

## Structure
L'œuvre est structuré sous la forme d'une narration à cadre externe, par un narrateur de premier ordre et peu fiable (le narrateur de Z213: Exit) qui prépare le terrain pour l'élaboration de l'histoire intérieure. Dans ce récit principal, quatre hyponarrations de Narrator (interne / second-ordre), de Chorus, de LG et de NCTV apportent des fragments de l’histoire de leur propre point de vue. Alors que différents récits se mêlent dans la pièce, de nouveaux éléments apparaissent au premier plan, mais il y a également un sens dans lequel chaque récit se chevauche avec les autres, créant ainsi un effet de focalisation multiple. Le langage du texte est simple et idiomatique, tandis que la syntaxe est parfois perturbée par des lacunes et des phrases incomplètes. La fragmentation partielle se combine toutefois avec une utilisation linguistique plus conventionnelle (bien que la plupart du temps elliptique) afin de mettre en valeur le caractère de narration de l'œuvre.

## Titre
Une version antérieure du texte, similaire en ce qui concerne le sujet et la structure mais dont le contenu et le style étaient très différents, avait été publiée en 2001 en grec et en allemand et en 2005 en anglais sous le titre Nyctivoe. Le terme Nyctivoe, un adjectif rare en grec ancien, apparaît dans une incantation à la déesse de la Lune dans Magical Papyri, une compilation syncrétique de textes de la période hellénistique axés sur la sorcellerie et la religion populaire. Dans la version précédente du livre, Nyctivoe est un nom propre attribué au personnage féminin de l'histoire, remplacé dans la nouvelle version par NCTV (la séquence de consonnes en Nyctivoe).
Le titre actuel fait référence à la fois au lieu où se déroulent les événements décrits dans le livre et au pont franchi par la foule dans la dernière partie du livre. Le pont en tant que symbole de passage du monde des vivants au royaume des morts est lié au pont de Chinvat dans la religion zoroastrienne. En outre, le pont est un symbole d'un non-lieu relatif au nom de la station (Nichtovo) à laquelle le narrateur du livre se réfère. Du point de vue du commentaire social sur les événements contemporains, le titre a également été interprété comme désignant le "pont vivant" des immigrants clandestins à la recherche d'une terre d'abondance promise.

## Historique de publication et réception critique
La première édition du livre avait reçu un nombre de 21 critiques internationales unanimement positives jusqu'à l'automne 2018. Le livre a fait l’objet de nombreuses critiques d'érudition et figure également dans les contenus de cours de divers programmes universitaires de fiction postmoderne. Une deuxième édition anglaise a été publiée en octobre 2018  (ISBN 9781910323915). L'édition française  (ISBN 979-10-93103-50-1) a été publiée au printemps 2019 par Le Miel des anges, traduit par Michel Volkovitch.